# جياكومو جايوني
جياكومو جايوني (بالإيطالية: Giacomo Gaioni)‏ مواليد 26 أبريل 1905 في إيطاليا - الوفاة 14 نوفمبر 1988 في مانتوفا، إيطاليا، كان دراج إيطالي. سبق أن شارك في دورة الألعاب الأولمبية الصيفية وفاز بميدالية أولمبية.

## الميداليات
| الميدالية | المسابقة                       |
| --------- | ------------------------------ |
| ذهبية     | الألعاب الأولمبية الصيفية 1928 |

## روابط خارجية
- جياكومو جايوني على موقع أرشيف الدراجات (الإنجليزية)
- جياكومو جايوني على موقع إحصائيات الدراجات الإحترافية (الإنجليزية)
- جياكومو جايوني على موقع CycleBase (الإنجليزية)
- جياكومو جايوني على موقع أوليمبيديا (الإنجليزية)
- جياكومو جايوني على موقع اللجنة الأولمبية الإيطالية (الإيطالية)